# Momuy
Momuy (prononcé /momœj/) est une commune du Sud-Ouest de la France, située dans le département des Landes (région Nouvelle-Aquitaine).

## Géographie

### Localisation
Commune de Chalosse située sur le Luy de France et la route RD 933 (ex-RN 133) entre Hagetmau et Orthez.

### Communes limitrophes
Les communes limitrophes sont Argelos, Castaignos-Souslens, Cazalis, Hagetmau, Labastide-Chalosse, Nassiet et Saint-Cricq-Chalosse.
|         | Saint-Cricq-Chalosse | Hagetmau           |
| Cazalis | Momuy                | Labastide-Chalosse |
| Nassiet | Castaignos-Souslens  | Argelos            |

### Climat
Pour des articles plus généraux, voir Climat de la Nouvelle-Aquitaine et Climat des Landes.
Historiquement, la commune est dans une zone de transition entre les climats océaniques aquitain et basque.  
En 2020, Météo-France publie une typologie des climats de la France métropolitaine dans laquelle la commune est exposée à un climat océanique et est dans une zone de transition entre les régions climatiques « Aquitaine, Gascogne » et « Pyrénées atlantiques »0.
Pour la période 1971-2000, la température annuelle moyenne est de 13,4 °C, avec une amplitude thermique annuelle de 14,3 °C. Le cumul annuel moyen de précipitations est de 1 142 mm, avec 11,8 jours de précipitations en janvier et 7,6 jours en juillet. Pour la période 1991-2020, la température moyenne annuelle observée sur la station météorologique la plus proche, située sur la commune d'Urgons à 16 km à vol d'oiseau, est de 14,0 °C et le cumul annuel moyen de précipitations est de 1 009,4 mm,. Pour l'avenir, les paramètres climatiques de la commune estimés pour 2050 selon différents scénarios d’émission de gaz à effet de serre sont consultables sur un site dédié publié par Météo-France en novembre 2022.

## Urbanisme

### Typologie
Au 1er janvier 2024, Momuy est catégorisée commune rurale à habitat dispersé, selon la nouvelle grille communale de densité à sept niveaux définie par l'Insee en 2022.
Elle est située hors unité urbaine. Par ailleurs la commune fait partie de l'aire d'attraction d'Hagetmau, dont elle est une commune de la couronne,. Cette aire, qui regroupe 16 communes, est catégorisée dans les aires de moins de 50 000 habitants,.

### Occupation des sols

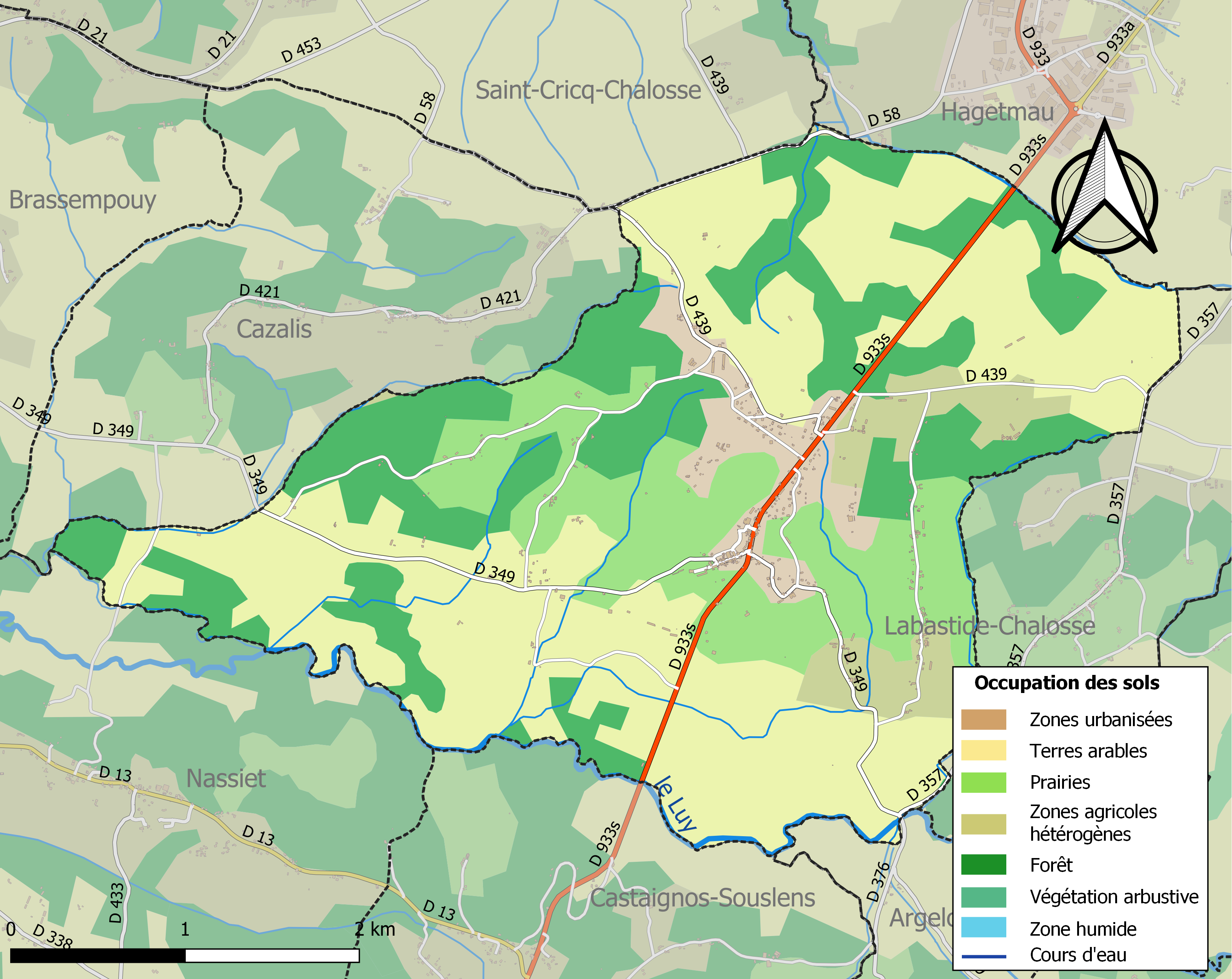
Carte des infrastructures et de l'occupation des sols de la commune en 2018 (CLC).

L'occupation des sols de la commune, telle qu'elle ressort de la base de données européenne d’occupation biophysique des sols Corine Land Cover (CLC), est marquée par l'importance des territoires agricoles (70,3 % en 2018), en diminution par rapport à 1990 (76,2 %). La répartition détaillée en 2018 est la suivante : terres arables (47 %), forêts (24 %), prairies (17,4 %), zones agricoles hétérogènes (5,9 %), zones urbanisées (5,7 %). L'évolution de l’occupation des sols de la commune et de ses infrastructures peut être observée sur les différentes représentations cartographiques du territoire : la carte de Cassini (XVIIIe siècle), la carte d'état-major (1820-1866) et les cartes ou photos aériennes de l'IGN pour la période actuelle (1950 à aujourd'hui).

### Risques majeurs
Le territoire de la commune de Momuy est vulnérable à différents aléas naturels : météorologiques (tempête, orage, neige, grand froid, canicule ou sécheresse), inondations, mouvements de terrains et séisme (sismicité modérée). Un site publié par le BRGM permet d'évaluer simplement et rapidement les risques d'un bien localisé soit par son adresse soit par le numéro de sa parcelle.
Certaines parties du territoire communal sont susceptibles d’être affectées par le risque d’inondation par débordement de cours d'eau, notamment le Luy. La commune a été reconnue en état de catastrophe naturelle au titre des dommages causés par les inondations et coulées de boue survenues en 1999, 2009, 2018 et 2020,.
Les mouvements de terrains susceptibles de se produire sur la commune sont des tassements différentiels.

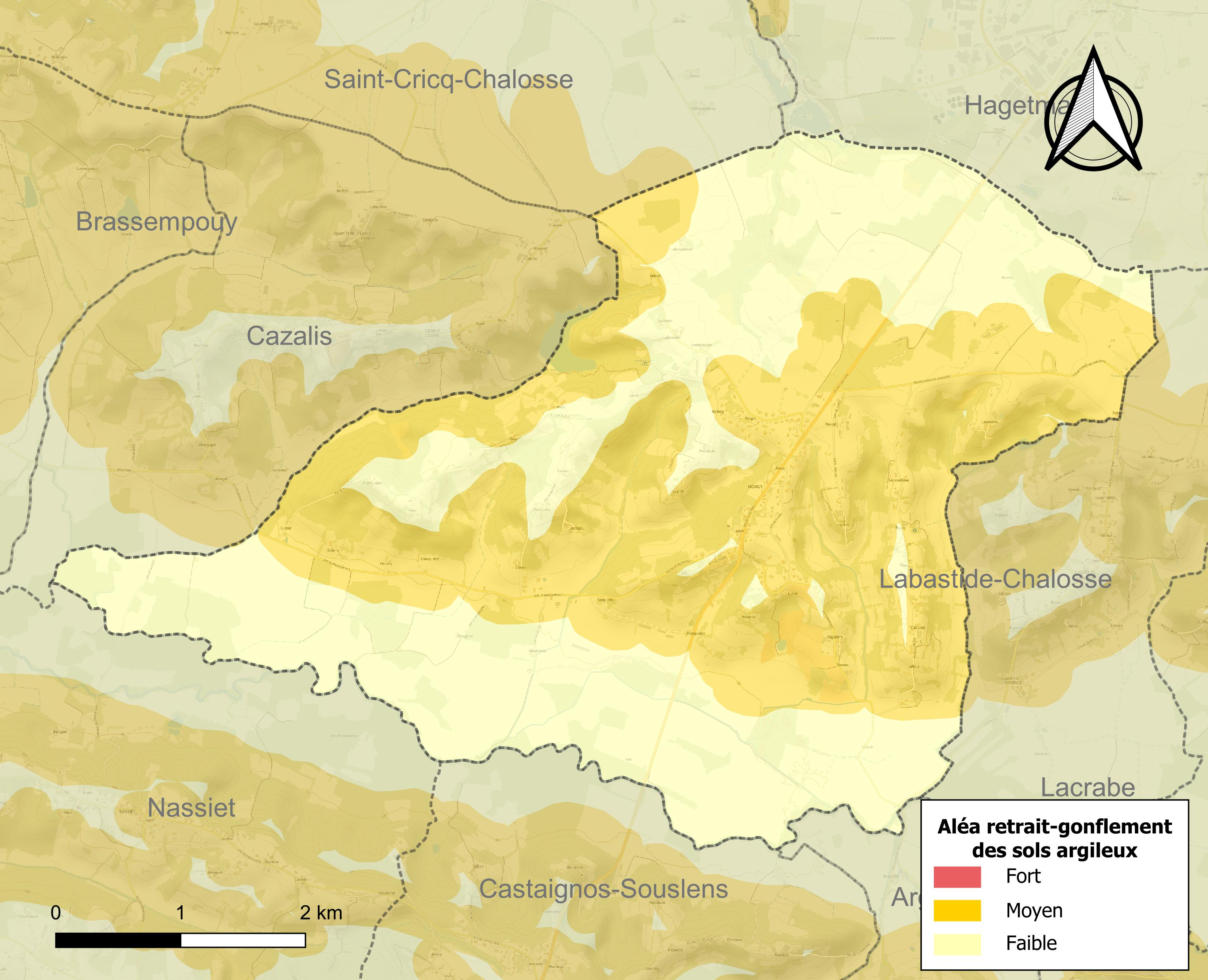
Carte des zones d'aléa retrait-gonflement des sols argileux de Momuy.

Le retrait-gonflement des sols argileux est susceptible d'engendrer des dommages importants aux bâtiments en cas d’alternance de périodes de sécheresse et de pluie. 52 % de la superficie communale est en aléa moyen ou fort (19,2 % au niveau départemental et 48,5 % au niveau national). Sur les 230 bâtiments dénombrés sur la commune en 2019,  177 sont en aléa moyen ou fort, soit 77 %, à comparer aux 17 % au niveau départemental et 54 % au niveau national. Une cartographie de l'exposition du territoire national au retrait gonflement des sols argileux est disponible sur le site du BRGM,.
Concernant les mouvements de terrains, la commune a été reconnue en état de catastrophe naturelle au titre des dommages causés par des mouvements de terrain en 1999.

## Histoire

### Protohistoire
Sur Momuy se trouve une enceinte détectée en 1984 par prospections aériennes. Nombreuses dans la région, les enceintes protohistoriques connues sont généralement un peu éloignées des structures funéraires adjacentes, et sont généralement situées sur les hauteurs entourant le plateau. Deux endroits font exception : Momuy et Arboucave, où les enceintes protohistoriques sont sur le plateau même et où habitats et ensembles funéraires sont nettement plus proches l'un de l'autre qu'ailleurs.
À Momuy, l'enclos est carré : une forme plutôt rare, la majorité de ces camps ayant des formes plus ou moins arrondies. Il est de taille modeste, à 20 m de côté. Il est marqué par un rempart de terre (arasé) et un fossé. Il n'y a qu'un seul tumulus proche.
L'enceinte d'Arboucave, découverte elle aussi en juin 1984, est de forme sub-circulaire. Elle est située en bord de plateau au cœur de la « nébuleuse tumulaire d'Arboucave » ; c'est la seule enceinte en connexion directe avec les tertres.

### Antiquité
Occupation gallo-romaine.

### Moyen-Âge
En 1341, le village fut érigé en bastide par Édouard III d'Angleterre.
À la veille de la Révolution, de 1778 à 1782, le baron de Saint-Julien, seigneur de Momuy, engagea un procès contre le curé du village, Labeyrie. La demoiselle Henriette Dutroy l'accusait d'être le responsable de sa grossesse. Monsieur de Momuy, qui avait eu des différends avec l'ecclésiastique, saisit cette occasion pour demander son expulsion. L'accusé se défendit en citant le baron pour calomnie. Le mémoire de défense du seigneur est plein d'intérêt : 40 témoins sont assignés, depuis la cuisinière du château jusqu'au chanoine, frère du curé. Pendant quatre ans, le village vécut au rythme de la procédure, coupé en deux factions qui se haïssaient. Ainsi, quand les gens du seigneur de Momuy passaient dans la rue, leurs ennemis criaient: « Ah ! ah! la girouette passe ! », un rappel de l'ancien « droit de girouette » par lequel seuls les seigneurs étaient autorisés à surmonter leur logis d'une girouette, devenue par extension le "parti du château". On comprend mieux leur destruction générale après la Nuit du 4 août.

## Politique et administration
| Période                                  | Période  | Identité        | Étiquette | Qualité              |
| ---------------------------------------- | -------- | --------------- | --------- | -------------------- |
| mars 2001                                | 2014     | Christian Dumas |           | Aviculteur           |
| mars 2014                                | En cours | David Nogues    | DVG       | Inspecteur technique |
| Les données manquantes sont à compléter. |          |                 |           |                      |

## Démographie
L'évolution du nombre d'habitants est connue à travers les recensements de la population effectués dans la commune depuis 1793. Pour les communes de moins de 10 000 habitants, une enquête de recensement portant sur toute la population est réalisée tous les cinq ans, les populations de référence des années intermédiaires étant quant à elles estimées par interpolation ou extrapolation. Pour la commune, le premier recensement exhaustif entrant dans le cadre du nouveau dispositif a été réalisé en 2008.

En 2022, la commune comptait 482 habitants, en évolution de +3,88 % par rapport à 2016 (Landes : +5,78 %, France hors Mayotte : +2,11 %).
| 1793 | 1800 | 1806 | 1821 | 1831 | 1836 | 1841 | 1846 | 1851 |
| ---- | ---- | ---- | ---- | ---- | ---- | ---- | ---- | ---- |
| 685  | 664  | 700  | 723  | 785  | 797  | 792  | 804  | 788  |

| 1856 | 1861 | 1866 | 1872 | 1876 | 1881 | 1886 | 1891 | 1896 |
| ---- | ---- | ---- | ---- | ---- | ---- | ---- | ---- | ---- |
| 804  | 780  | 682  | 643  | 636  | 663  | 601  | 609  | 578  |

| 1901 | 1906 | 1911 | 1921 | 1926 | 1931 | 1936 | 1946 | 1954 |
| ---- | ---- | ---- | ---- | ---- | ---- | ---- | ---- | ---- |
| 571  | 563  | 543  | 438  | 440  | 442  | 447  | 422  | 403  |

| 1962 | 1968 | 1975 | 1982 | 1990 | 1999 | 2006 | 2008 | 2013 |
| ---- | ---- | ---- | ---- | ---- | ---- | ---- | ---- | ---- |
| 405  | 373  | 359  | 377  | 386  | 367  | 427  | 444  | 456  |

| 2018 | 2022 | - | - | - | - | - | - | - |
| ---- | ---- | - | - | - | - | - | - | - |
| 461  | 482  | - | - | - | - | - | - | - |

## Lieux et monuments

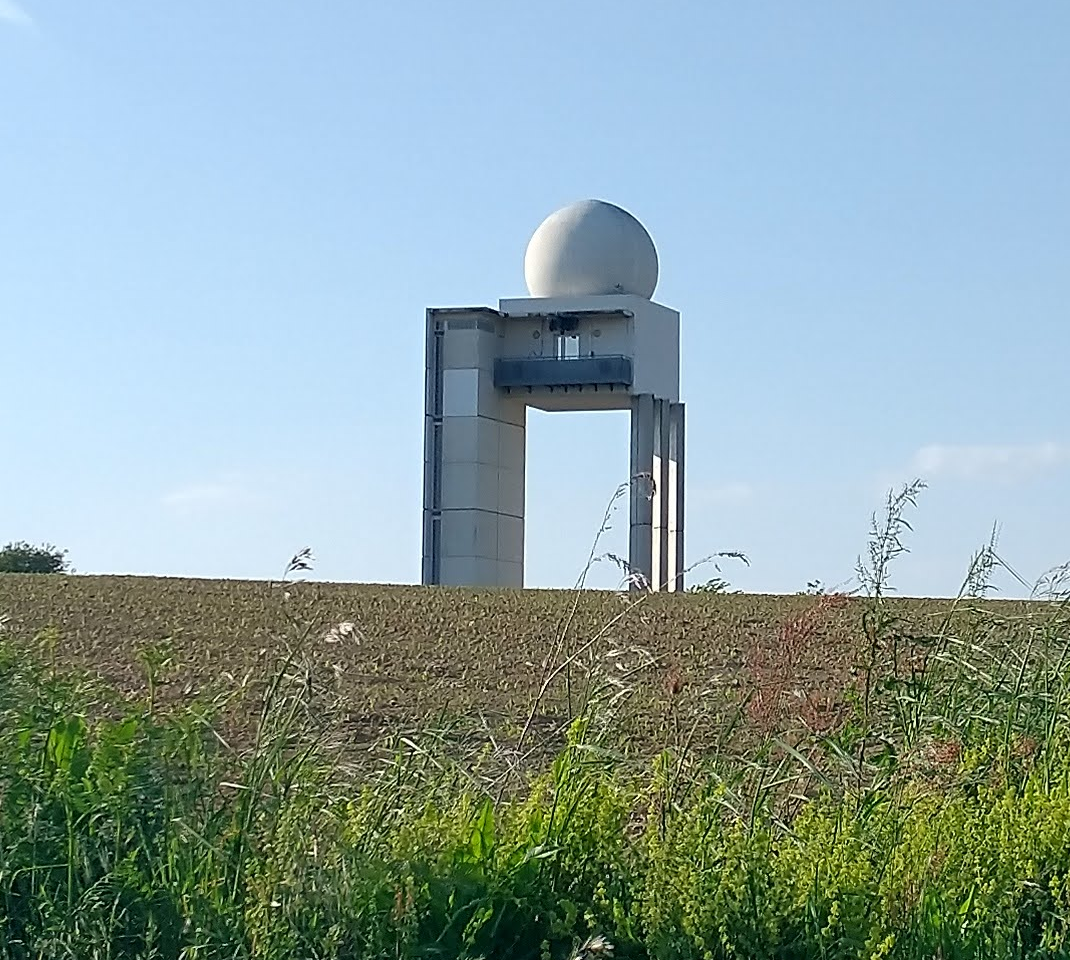
Radar météorologique à Momuy (France)

- Château XVIe : donjon féodal, tourelles d'angle, fenêtres à meneaux.
- Domaine de Lubet.
- Église Saint-Martin de Momuy de 1867 : statues en bois.
- Fontaine de dévotion de Saint-Martin-de-Cla.
- Radar météorologique participant du réseau ARAMIS (Application radar à la météorologie infra-synoptique). Construit en 2006[25].

## Personnalités liées à la commune
- Pierre Veilletet (1943-2013), journaliste et écrivain, né à Momuy.

## Galerie

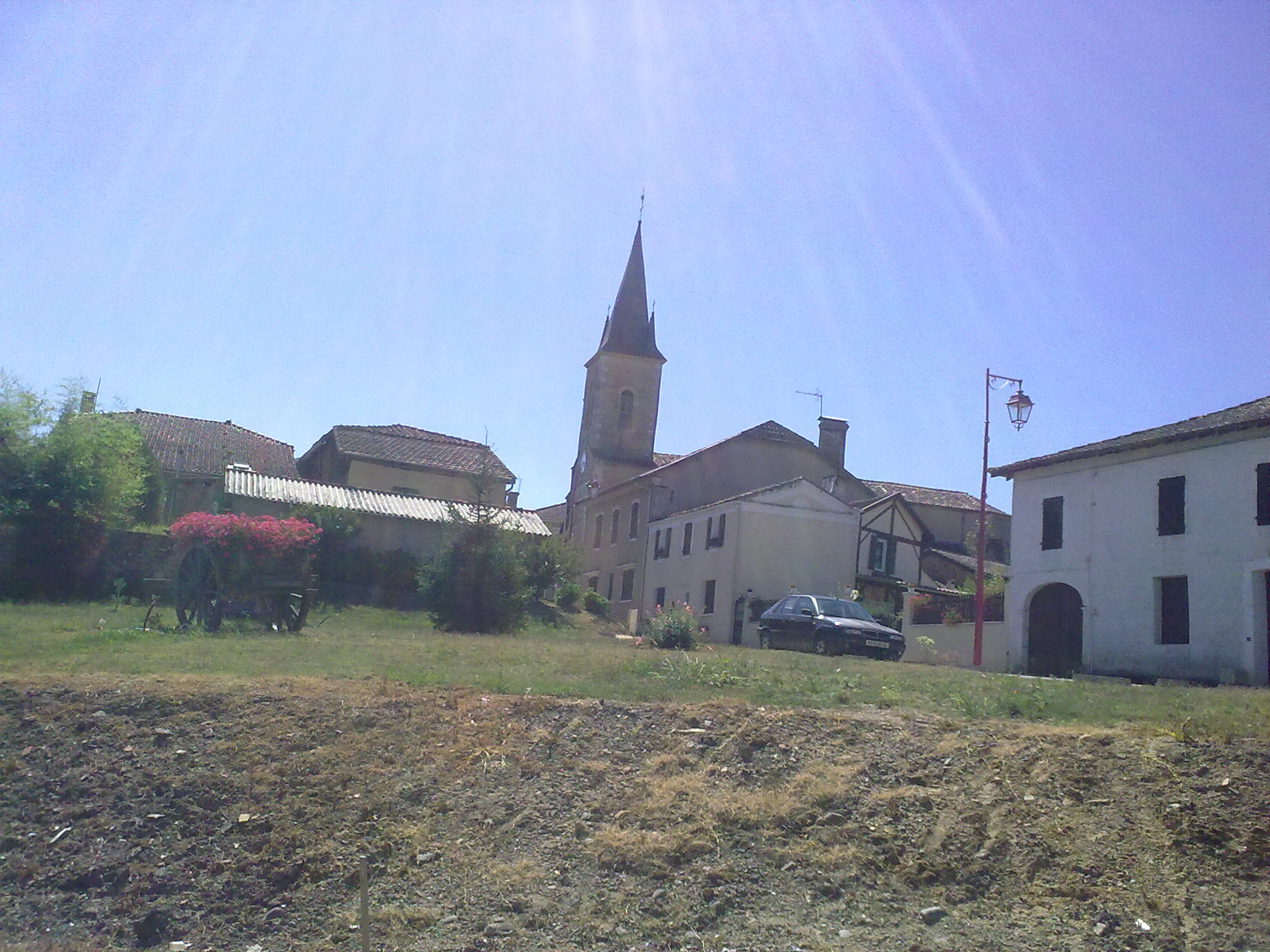
Église de Momuy.
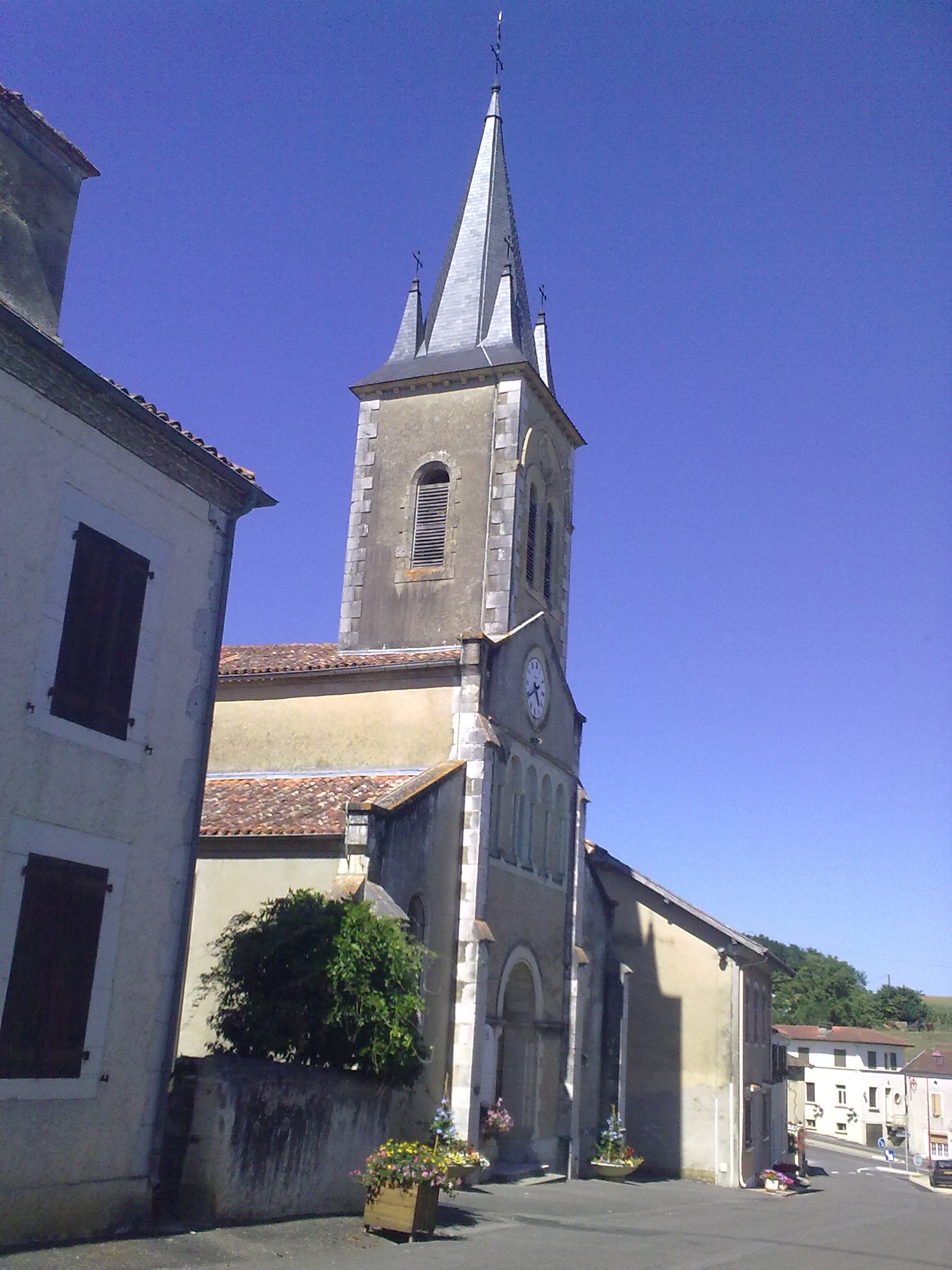
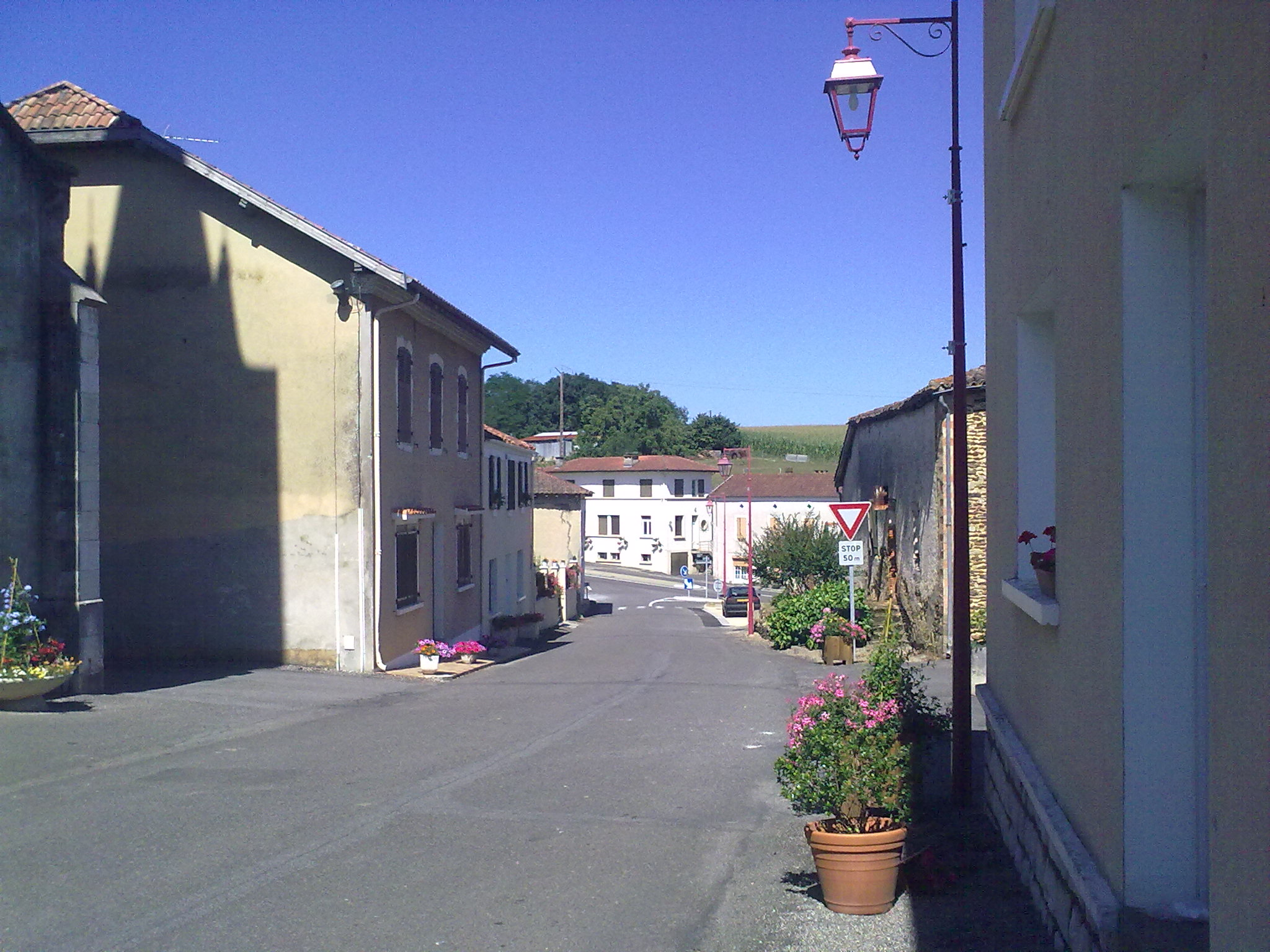
Dans les rues.